# Dirck Gerritsz Pomp
Dirck Gerritszoon Pomp, dit Dirck « China » (1544 - 1608) est un marin hollandais, resté dans l'histoire comme le premier européen non-hispanique à avoir atteint le Japon. Ses témoignages sont l'une des sources de l’Itinerario de son compatriote Jan Huygen van Linschoten.

## Biographie
Natif d’Enkhuizen aux Provinces-Unies, Pomp suivit sa famille à Lisbonne en 1555, où ses parents voulaient apprendre le portugais et s'initier au commerce. En 1568, Dirk ouvrit lui-même un commerce sur l’île de Goa, puis visita la Chine et le Japon à bord de vaisseaux portugais. Bien qu'on ignore la date précise de ces voyages, il est établi qu'avant 1600 il était allé déjà deux fois au Japon, effectuant sa seconde visite dans cet archipel le 31 juillet 1585 à bord du navire portugais Santa Cruz.
Il décrit le Japon comme une « île où abonde l’argent et où les navires portugais arrivent chaque année chargés de soie, qu'ils vendent contre de l’argent ». 
En avril 1590 il retourna à Enkhuizen où il s'entretint d'abondance à propos du Japon, et où il se lia d'amitié avec le négociant Jan Huygen van Linschoten, qui a apparemment puisé largement dans les propos de Pomp lorsqu'il a rédigé son Itinerario.
À l’été 1598, Pomp reprend la mer. Il a rejoint une flottille de cinq vaisseaux hollandais menés par l'amiral Jacques Mahu dont le but premier est de toucher les Îles aux épices, en contournant la pointe sud du continent américain et en traversant le Pacifique. En cas d'échec, l’expédition doit se retourner vers le commerce de l'argent avec la Chine ou le Japon. Parmi les aventuriers composant cette expédition, il faut relever la présence de William Adams, le premier Anglais connu à avoir atteint le Japon. À la suite de la mort du commandant de l’expédition Mahu en 1598, une redistribution des rôles place Dirck Pomp à la tête du Blijde Boodschap (litt. Bonne Nouvelle). Puis des vents contraires dispersent la flotte dans le détroit de Magellan tard dans l'année 1599. Le Blijde Boodschap parvient, lui, à franchir le détroit, mais il est déporté de son cap vers le sud. D'après le récit de Jacob Le Maire, Pomp aurait alors aperçu un promontoire montagneux à une latitude estimée à 64°. Si cela est vrai, il s'agit soit des Îles Shetland du sud, soit peut-être même de la découverte des premières îles (au large) de l’Antarctique. Mais les autres récits ne font pas mention de cette observation, ce qui jette le doute sur cette éventualité. La même découverte non avérée est d'ailleurs rapportée à propos du navigateur espagnol Gabriel de Castilla en 1603.
Pomp ne devait jamais franchir le Pacifique. Son Blijde Boodschap était à ce point à court de vivres qu'il dut gagner le port de Valparaíso à la mi-novembre 1599, et fut ainsi saisi par les autorités espagnoles. Cinq ans plus tard, en 1604, Pomp fut libéré dans le cadre d'un échange de prisonniers et rentra en Hollande où il s'établit, pour peu de temps, comme marchand à Enkhuizen. Recruté à bord d'une flûte de la VOC faisant route pour les Indes en 1606, il semble n'avoir pas survécu au voyage de retour.

## Source de la traduction
- (en) Cet article est partiellement ou en totalité issu de l’article de Wikipédia en anglais intitulé « Dirck Gerritsz Pomp » (voir la liste des auteurs).